# Peperomia rusbyi
Peperomia rusbyi är en pepparväxtart som beskrevs av C. Dc.. Peperomia rusbyi ingår i släktet peperomior, och familjen pepparväxter. Inga underarter finns listade i Catalogue of Life.